# Хамза Юсаф
Хамза Харун Юсаф (англ. Humza Haroon Yousaf; нар. 7 квітня 1985, Глазго, Шотландія) — шотландський політик, колишній перший міністр Шотландії та лідер Шотландської національної партії (2023—2024). До цього обіймав посади міністра охорони здоров'я (2021—2023) та міністра юстиції (2018—2021) в уряді попереднього першого міністра Ніколи Стерджен. Член парламенту Шотландії від округу Глазго-Поллок з 2016 року, до цього — від округу Глазго (2011—2016).

## Раннє життя та освіта
Народився 7 квітня 1985 року в Глазго в родині іммігрантів. Його батько, Музаффар Юсаф, походить із Міан Чанну, провінція Пенджаб, Пакистан. Переїхав до Шотландії разом із родиною у 1960-х роках, став успішним бухгалтером і активістом ШНП у південному Глазго. Дід по батькові, Мухаммад Юсаф, працював на фабриці швейних машин Singer у Клайдбанку в 1960-х роках. Його мати, Шааїста Бхутта, народилась у південноазійській родині в Кенії.
Навчався в Приватній гімназії Гатчісонса в Глазго, де за два роки до цього навчався лідер шотландських лейбористів Анас Сарвар.
Виявляв інтерес до державної служби з дитинства: працював і збирав кошти для різних благодійних організацій, включно з Islamic Relief UK. Вступив до Університету Глазго, де вивчав політику. Під час навчання в університеті був президентом Асоціації мусульманських студентів Університету Глазго та брав участь у Студентській представницькій раді. 2007 року здобув ступінь магістра мистецтв.

## Рання кар'єра
Вступив до Шотландської національної партії 2007 року, під час навчання в університеті, натхненний виступом тодішнього лідера партії Алекса Салмонда проти війни в Іраку.
Після навчання в університеті недовго працював у кол-центрі O2. Увійшов до політики 2007 року, ставши парламентським помічником Башира Ахмада від ШНП, першого члена шотландського парламенту азійського та мусульманського походження. Після його смерті двома роками пізніше продовжив роботу в інших членів парламенту Шотландії, включно з Алексом Салмондом та Ніколою Стерджен.
У лютому 2008 року взяв участь в International Visitor Leadership Program, програмі професійного обміну, яку проводить Державний департамент США.
До того як увійти до парламенту працював співробітником із комунікацій у штабі ШНП.

## Політична кар'єра

### Член парламенту Шотландії
У травні 2011 року обраний членом парламенту Шотландії від округу Глазго. У віці 26 років він став наймолодшим членом шотландського парламенту. Із червня 2011 до вересня 2012 року був членом комітетів із юстиції та публічного аудиту.
2016 року обраний членом шотландського парламенту від округу Глазго-Поллок, здобувши 15316 голосів, на 6482 більше, ніж його найближчий суперник, Йоганн Лемонт від шотландських лейбористів.

### Молодші міністерські посади
5 вересня 2012 року перший міністр Алекс Салмонд призначив його міністром із зовнішніх справ та міжнародного розвитку. Він став першим мусульманином, призначеним до уряду Шотландії.
Коли Нікола Стерджен замінила Салмонда на посаді першого міністра в листопаді 2014 року, вона залишила Юсафа молодшим міністром; він став міністром із питань Європи та міжнародного розвитку.
18 травня 2016 року призначений міністром транспорту та островів у другому уряді Стерджен.

### Міністр юстиції (2018—2021)
26 червня 2018 року Стерджен підвищила Юсафа до його першої посади в кабінеті, призначивши його міністром юстиції. Одним із головних напрямків його роботи на цій посаді було запровадження суперечливого Законопроєкту про злочини на ґрунті ненависті та громадський порядок (англ. Hate Crime and Public Order (Scotland) Bill), схваленого у березні 2021 року, який консолідував чинні закони та запроваджував нове правопорушення «посилення ненависті» на підставі релігії, сексуальної орієнтації, віку, інвалідності та трансгендерної ідентичності. Низка груп, включно з релігійними та культурними групами, письменниками, журналістами, активістами й поліцією, висловили занепокоєння щодо його впливу на свободу слова.

### Міністр охорони здоров'я (2021—2023)
Після виборів до шотландського парламенту 2021 року, на яких ШНП здобула більше місць, ніж усі інші партії, хоч і не змогла отримати більшість, Юсафа було призначено міністром охорони здоров'я. За час його перебування на посаді Національна служба здоров'я (National Health Service, NHS) зіткнулась із найважчою зимою в своїй історії, а він сам — із критикою опозиції щодо роботи NHS, зокрема щодо часу очікування швидкої допомоги та високої кількості пацієнтів у списках очікування.

### Вибори лідера Шотландської національної партії
15 лютого Нікола Стерджен оголосила про свою відставку з посади лідера ШНП та першого міністра Шотландії після 8 років перебування на цій посаді, заявивши, що продовжуватиме виконувати обов'язки до обрання наступника.
19 лютого 2023 року Юсаф оголосив про свою кандидатуру в інтерв'ю Sunday Mail. 20 лютого розпочав свою кампанію у Клайдбанку.
27 березня став переможцем голосування членів ШНП, що тривало з 13 березня, подолавши Кейт Форбс, міністра фінансів, яка перебувала у декретній відпустці, та Еш Ріґан, колишнього міністра безпеки громади. За результатами голосування Юсаф здобув 48,2 %, Форбс — 40,7 %, Ріґан — 11,1 %. Оскільки жоден кандидат не зміг набрати більшість голосів, у другому турі Ріґан, яка здобула найменше голосів, вибула, а голоси другої переваги виборців, що проголосували за неї, було розподілено між двома кандидатами. Зрештою Юсаф здобув 52,1 %, а Форбс — 47,9 %. У голосуванні взяли участь 50 490 з 72 169 членів ШНП — більшість із них онлайн.

### Перший міністр Шотландії
28 березня 2023 року члени парламенту Шотландії обрали його шостим першим міністром та першим представником етнічної меншини, що обійняв цю посаду. 29 березня склав присягу в Сесійному суді в Единбурзі. Юсаф став першим мусульманином та кольоровою людиною на цій посаді.

## Приватне життя
Юсаф — практикуючий мусульманин. З 2010 до 2016 року був одружений із колишньою співробітницею ШНП Гейл Літго. 2019 року одружився з Надею Ель-Накла, психотерапевткою, радницею ШНП у Данді. Мають спільну доньку Амаль та доньку від попереднього шлюбу Ель-Накла Маю.